# La prochaine fois je viserai le cœur
La prochaine fois je viserai le cœur è un film francese del 2014 diretto da Cédric Anger.
Il film è un adattamento del romanzo Un assassin au-dessus de tout soupçon scritto da Yvan Stefanovitch.